# کوسنگان
گوسنگان(Gousengan) ، روستایی از توابع بخش مرکزی شهرستان ممسنی در استان فارس ایران است.
ایل گوسنگان طایفه ای از فهلیان بودند که به روزگار حکومت قاجار ، از فهلیان به سمت ارتفاعات تنگ خاص جاوید کوچ کردند. از گذشته آن ها تعدادی اسامی من‌جمله حاجت اول، عوض‌علی، علی خنجر، مرادعلی، علیرضا، فریدون فریدونی، مرتضی حاجتی وجود داشتند. 

## جمعیت
این روستا در دهستان جاوید ماهوری قرار دارد و براساس سرشماری مرکز آمار ایران در سال ۱۳۸۵، جمعیت آن ۲۸۷ نفر (۶۱خانوار) بوده‌است.